# Georges Radet
Georges-Albert Radet est épigraphiste, archéologue et historien français, né à Chesley le 28 novembre 1859, et mort à Saint-Morillon le 9 juillet 1941.

## Biographie
Après avoir étudié à l'École normale supérieure, il passe avec succès l'agrégation en 1884 et rejoint cette même année l'École française d'Athènes. Spécialiste de l'Asie, il voyage à de nombreuses reprises sur le continent et soutient en 1892 sa thèse de doctorat sous le titre : La Lydie et le monde grec au temps de Mermnades, 687-546.
Entre 1888 et 1934, il enseigne à la faculté de lettres de l'université de Bordeaux, faculté dont il sera doyen de 1899 à 1919.
Il est membre correspondant de l'Académie des inscriptions et belles-lettres en 1904, élu le 13 novembre 1925 membre libre de l'Académie des inscriptions et belles-lettres.
Il a été cofondateur de l’École des Hautes Études hispaniques et de la Casa de Velázquez.
Sous le pseudonyme de Georges Chesley ou Cheslay, il a également publié en 1884 La Convention nationale : son œuvre, 1792-1795 et en 1904 Brocéliande, une "légende dramatique en 4 actes et en vers, empruntée au cycle breton".

## Publications
- La Lydie et le monde grec au temps des Mermnades (687-546) (« Bibliothèque des Écoles françaises d'Athènes et de Rome », 63), Paris, Thorin, 1893.
- L'histoire et l’œuvre de l'École française d'Athènes, Paris, A. Fontemoing, 1901, prix Kastner-Boursault de l’Académie française en 1902
- Notes critiques sur l'histoire d'Alexandre, Bordeaux, Féret & fils, 1925-1927, 86 p. (en ligne).

### Sous le pseudonyme de Georges Chesley ou Georges Cheslay
- G.-R. Cheslay, La Convention nationale : son œuvre, 1792-1795, Paris, Charavay frères, coll. « Bibliothèque d'éducation moderne », 1884 (lire en ligne)
- Georges Chesley, Brocéliande : légende dramatique en 4 actes et en vers, empruntée au cycle breton, Bordeaux, Féret et fils, 1904 (BNF 31170246)

## Distinctions
- Officier de la Légion d'honneur